# Iulus dentatus
Iulus dentatus är en mångfotingart som beskrevs av Olivier 1792. Iulus dentatus ingår i släktet Iulus och familjen kejsardubbelfotingar. Inga underarter finns listade i Catalogue of Life.